# Jakub Marek
Jakub Marek (* 22. června 1991 v Českých Budějovicích) je český hokejista, od sezony 2014/2015 v angažmá u EHC Waldkraiburg.

## Hráčská kariéra
- 2004-05 HC Mountfield
- 2005-06 HC Mountfield
- 2006-07 HC Mountfield
- 2007-08 HC Mountfield, HC Slavoj Český Krumlov
- 2008-09 HC Mountfield
- 2009-10 HC Mountfield
- 2010-11 HC Mountfield
- 2011-12 HC Mountfield, IHC Písek
- 2012-13 HC Mountfield, IHC Písek
- 2013-14 Medvědi Beroun 1933, Mountfield HK
- 2014-15 EHC Waldkraiburg